# پپرمینت (فیلم ۲۰۱۸)
پپرمینت (به انگلیسی: Peppermint) یک فیلم انتقام‌جویانه، اکشن و دلهره‌آور آمریکایی محصول سال ۲۰۱۸ به کارگردانی پی‌یر مورل است. در این فیلم بازیگرانی همچون جنیفر گارنر، جان اورتیز، جان گلگر، جونیور، خوان پابلو رابا، تایسون ریتر، اینی ایلانزا، پل جیمز، کایلی فلمینگ، جان بوید و مایکل ماسلی ایفای نقش کرده‌اند. فیلم داستان مادری را دنبال می‌کند که در تلاش برای انتقام از کارتل مواد مخدری است که دختر و شوهرش را به قتل رساندند.
این فیلم در ۷ سپتامبر ۲۰۱۸ در ایالات متحده اکران شد. فروش جهانی آن به ۵۳ میلیون دلار رسید و به‌طور کلی نقدهای منفی از منتقدان دریافت کرد، اما بازخوردهای مثبت بیشتری از سوی تماشاگران دریافت کرد. این فیلم در سال ۲۰۲۰ در نتفلیکس و همچنین پلتفرم‌های دیگر منتشر شد.

## داستان
داستان این فیلم در رابطه با یک مادر فداکار است که بعد از مشکلات فراوان دیگر چیزی برای از دست دادن ندارد و حال می‌خواهد از افرادی که به او لطمه زده‌اند انتقام بگیرد تا روح خانواده‌اش در آرامش باشد. اما…

## تولید
عنوان فیلم، «نعناع فلفلی»، هم به طعم بستنی‌ای اشاره دارد که دختر شخصیت قبل از مرگش می‌خورد و هم به نام مستعار نهایی که او هنگام شروع جنگ صلیبی خود گرفته بود.
فیلمبرداری در محل در کالیفرنیا بیش از پنجاه روز انجام شد.